# 過海隧道巴士N680線
過海隧道巴士N680線是香港一條由九龍巴士及城巴聯合經營的通宵過海隧道巴士路線，來往馬鞍山（錦英苑）及中環（港澳碼頭），於680及681收車後提供來往馬鞍山至港島（北角、銅鑼灣、灣仔及中環）的巴士服務，本線是東區海底隧道及大老山隧道首條通宵專營巴士路線，亦是繼N170線後新界區第二條通宵專營過海巴士路線。
R680線是特別日子路線，由城巴獨營，由馬鞍山（錦英苑）單向前往銅鑼灣（維多利亞公園），只在渣打馬拉松舉行當日凌晨服務。

## 歷史
- 1997年6月28日：投入服務，由中巴及九龍巴士經營，新界區總站設於錦英苑。[1]
- 1998年9月1日：由新世界第一巴士取代中巴經營本線。
- 2011年2月20日：R680線開辦，只由新巴獨自營運。[2]
- 2015年1月25日：R680線改經禮頓道及邊寧頓街前往怡和街，不再途經軒尼詩道。
- 2016年3月28日：N680線九巴班次增設到站時間預報。
- 2018年7月27日：N680線新巴班次增設實時抵站時間查詢服務。
- 2023年2月12日：R680線增至兩班車，九巴加入營運行走。
- 2023年7月1日：因應新巴城巴合併，本線改由九巴及城巴聯合經營。
- 2024年6月17日：N680線來回方向於馬鞍山路近錦駿苑增設中途站。[3][4]

## 服務時間（詳細班次）
| 每日馬鞍山（錦英苑）開 | 每日馬鞍山（錦英苑）開 | 每日馬鞍山（錦英苑）開 | 每日馬鞍山（錦英苑）開 | 每日馬鞍山（錦英苑）開 |
| ---------------------- | ---------------------- | ---------------------- | ---------------------- | ---------------------- |
| 00:05                  | 00:25                  | 00:50                  | 01:20                  | 01:50                  |
| 02:20                  | 02:50                  | 03:20                  | 03:50                  | 04:20                  |
| 04:50                  | 05:20                  | 05:50                  |                        |                        |

| 每日中環（港澳碼頭）開 | 每日中環（港澳碼頭）開 | 每日中環（港澳碼頭）開 | 每日中環（港澳碼頭）開 | 每日中環（港澳碼頭）開 |
| ---------------------- | ---------------------- | ---------------------- | ---------------------- | ---------------------- |
| 00:05                  | 00:25                  | 00:50                  | 01:20                  | 01:50                  |
| 02:20                  | 02:50                  | 03:20                  | 03:50                  | 04:20                  |
| 04:50                  | 05:20                  | 05:50                  |                        |                        |

R680
- 錦英苑開：
  - 渣打香港馬拉松舉行當日：03:40、04:00

- 註：有紅字班次為九巴派車，其餘班次為城巴派車。

## 收費
全程：$31.0
- 沙田第一城往中環（港澳碼頭）：$30.0
- 東區海底隧道收費廣場往中環（港澳碼頭）：$16.7
- 過東區海底隧道後往中環（港澳碼頭）：$9.2
- 過東區海底隧道後往馬鞍山（錦英苑）：$22.9
- 過大老山隧道後往馬鞍山（錦英苑）：$11.3

| - 本線設有12歲以下小童及65歲或以上長者半價優惠。 - 65歲或以上香港居民使用「樂悠咭」，以及12歲以下合資格殘疾兒童使用「殘疾人士身份」個人八達通繳付車資，均可享有每程$2.0或半價（以較低者為準）的票價優惠；12至64歲合資格殘疾人士使用「殘疾人士身份」個人八達通（包括「樂悠咭」），以及60至64歲香港居民使用「樂悠咭」繳付車資，均可享有每程$2.0或全費（以較低者為準）的票價優惠。 - 65歲或以上長者如使用長者或一般個人八達通繳付車資，則只可享有半價優惠；12至64歲合資格殘疾人士如不使用「殘疾人士身份」個人八達通，以及60至64歲人士如不使用「樂悠咭」繳付車資，必須繳付全費。 - 乘客可以現金或八達通於上車時付款，不設找續。 - 每位成人乘客可免費攜帶最多兩名4歲以下而不佔座位的兒童乘客乘車，超額之4歲以下小童必須繳付小童車費乘車。 - 持有「九巴月票」之乘客在車票有效期內，每日可享最多10程任何九龍巴士及龍運巴士路線（包括本路線，合資格車程只適用於九龍巴士／龍運巴士提供的班次；惟乘搭機場「A」及「NA」線則可享原價二七折優惠（不會計算每天10次合資格車程））；而B1線則可每日可享最多2程（不會計算每天10次合資格車程）。 - 九龍巴士、城巴、龍運巴士及陽光巴士全職員工及家屬（不包括外判職員）可免費乘搭本路線（陽光巴士員工及家屬只適用於九龍巴士提供的班次），惟必須拍職員或職員家屬八達通。 - 乘客亦可使用AlipayHK「易乘碼」、支付寶、WeChatHK／微信支付「搭車碼」、銀聯雲閃付「乘車碼」及BOC Pay「乘車碼」、具有感應式支付功能的JCB、卡美國運通、大來國際、Discover Card（只適用於九龍巴士／龍運巴士提供的班次）、VISA、Mastercard及銀聯卡，以及Apple Pay、Google Pay及Samsung Pay流動支付平台繳付車資。九巴班次的乘客使用上述付款方式，將只可享有與其他九巴路線／聯營路線九巴班次之轉乘優惠；城巴班次的乘客使用上述付款方式，將只可享有與其他城巴獨營路線或聯營線城巴班次之轉乘優惠。乘客亦不能享有「公共交通費用補貼計劃」及「長者及合資格殘疾人士公共交通票價優惠計劃」。 |

R680
全程：$29.8
- 小瀝源路草地滾球場往銅鑼灣：$28.9

## 行車路線
N680
馬鞍山（錦英苑）開經：錦英路、西沙路、馬鞍山市中心巴士總站、西沙路、恒康街、馬鞍山路、恒德街、亞公角街、石門交匯處、大涌橋路、小瀝源路、大老山隧道、觀塘繞道、鯉魚門道、東區海底隧道、東區走廊、民康街、英皇道、高士威道、伊榮街、邊寧頓街、怡和街、軒尼詩道、金鐘道、德輔道中、禧利街、干諾道中及港澳碼頭通道。
中環（港澳碼頭）開經：港澳碼頭通道、干諾道中、林士街、德輔道中、金鐘道、軒尼詩道、怡和街、高士威道、英皇道、民康街、東區走廊、東區海底隧道、鯉魚門道、觀塘繞道、大老山隧道、沙田圍路、小瀝源路、大涌橋路、石門交匯處、亞公角街、恒信街、馬鞍山路、恒康街、西沙路及錦英路。
R680
經：錦英路、西沙路、馬鞍山市中心公共運輸交匯處、西沙路、恆康街、馬鞍山路、西沙路、恆德街、亞公角街、石門交匯處、大涌橋路、小瀝源路、沙田圍路、沙田路、獅子山隧道公路、獅子山隧道、獅子山隧道公路、窩打老道、天橋、窩打老道、公主道、康莊道、海底隧道、維園道、告士打道、堅拿道天橋、堅拿道東、禮頓道、邊寧頓街、怡和街及高士威道。

### 沿線車站

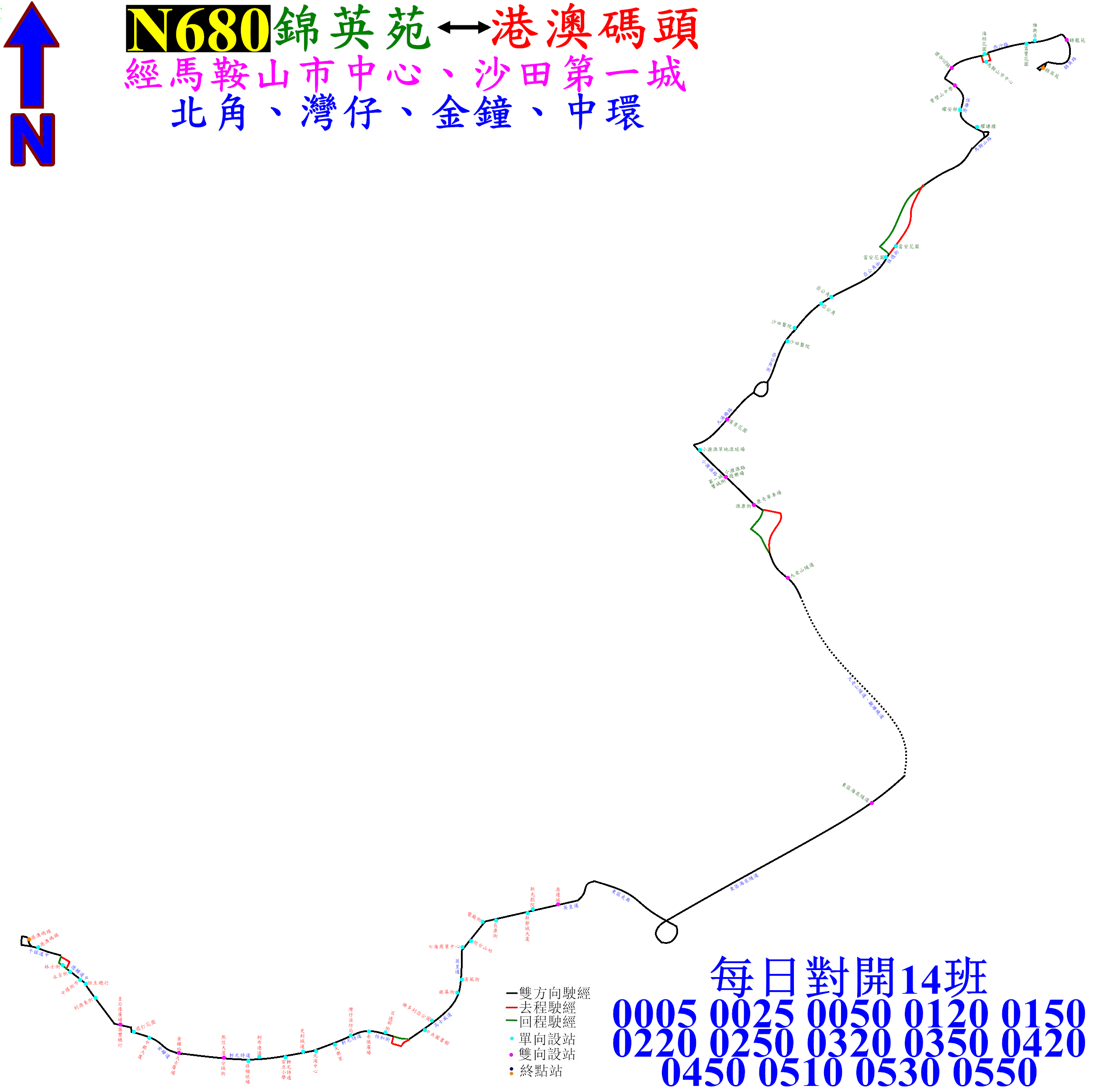
N680線的走線圖

| 馬鞍山（錦英苑）開 | 馬鞍山（錦英苑）開               | 馬鞍山（錦英苑）開         | 中環（港澳碼頭）開 | 中環（港澳碼頭）開                | 中環（港澳碼頭）開       |
| 序號               | 車站名稱                         | 位置                       | 序號               | 車站名稱                          | 位置                     |
| ------------------ | -------------------------------- | -------------------------- | ------------------ | --------------------------------- | ------------------------ |
| 1                  | 錦英苑巴士總站                   | 錦英苑公共運輸交匯處       | 1                  | 中環（港澳碼頭）                  | 中環（港澳碼頭）巴士總站 |
| 2                  | 錦龍苑                           | 錦英路                     | 2                  | 港澳碼頭                          | 干諾道中                 |
| 3                  | 富寶花園                         | 西沙路                     | 3                  | 林士街                            | 德輔道中                 |
| 4                  | 馬鞍山市中心                     | 馬鞍山市中心公共運輸交匯處 | 4                  | 恒生銀行總行                        | 德輔道中                 |
| 5                  | 福安花園                         | 西沙路                     | 5                  | 皇后像廣場                        | 德輔道中                 |
| 6                  | 馬鞍山運動場                     | 恆康街                     | 6                  | 遮打花園                          | 德輔道中                 |
| 7                  | 耀安邨耀謙樓                     | 恆康街                     | 7                  | 金鐘站                            | 金鐘道                   |
| 8                  | 錦駿苑                           | 馬鞍山路                   | 8                  | 軍器廠街                          | 軒尼詩道                 |
| 9                  | 富安花園                         | 恆德街                     | 9                  | 柯布連道                          | 軒尼詩道                 |
| 10                 | 亞公角                           | 亞公角街                   | 10                 | 史釗域道                          | 軒尼詩道                 |
| 11                 | 沙田醫院                         | 亞公角街                   | 11                 | 灣仔消防局                        | 軒尼詩道                 |
| 12                 | 石門轉車站－新界鄉議局大樓（S3） | 大涌橋路                   | 12                 | 百德新街                          | 怡和街                   |
| 13                 | 小瀝源草地滾球場                 | 小瀝源路                   | 13                 | 維多利亞公園                      | 高士威道                 |
| 14                 | 小瀝源路遊樂場                   | 小瀝源路                   | 14                 | 銀幕街                            | 英皇道                   |
| 15                 | 帝逸酒店（歷奇單車場）           | 小瀝源路                   | 15                 | 七海商業中心                      | 英皇道                   |
| 16                 | 大老山隧道（A1）                 | 大老山公路                 | 16                 | 電廠街                            | 英皇道                   |
| 17                 | 東區海底隧道轉車站（K1）         | 東區海底隧道               | 17                 | 書局街                            | 英皇道                   |
| 18                 | 港運城                           | 英皇道                     | 18                 | 港運城                            | 英皇道                   |
| 19                 | 新都城大廈                       | 英皇道                     | 19                 | 東區海底隧道轉車站（L2）          | 東區海底隧道             |
| 20                 | 長康街                           | 英皇道                     | 20                 | 大老山隧道（B2）                  | 大老山公路               |
| 21                 | 炮台山站                         | 英皇道                     | 21                 | 帝逸酒店（源康街）                | 小瀝源路                 |
| 22                 | 清風街                           | 英皇道                     | 22                 | 第一城寶城街 （沙田第一城第27座） | 小瀝源路                 |
| 23                 | 香港中央圖書館                   | 高士威道                   | 23                 | 石門轉車站－濱景花園（N2）        | 大涌橋路                 |
| 24                 | 希慎廣場                         | 軒尼詩道                   | 24                 | 沙田醫院                          | 亞公角街                 |
| 25                 | 天樂里                           | 軒尼詩道                   | 25                 | 亞公角                            | 亞公角街                 |
| 26                 | 北海中心                         | 軒尼詩道                   | 26                 | 富安花園                          | 亞公角街                 |
| 27                 | 軒尼詩道官立小學                 | 軒尼詩道                   | 27                 | 錦駿苑                            | 馬鞍山路                 |
| 28                 | 修頓球場                         | 軒尼詩道                   | 28                 | 耀安邨                            | 恆康街                   |
| 29                 | 循道衛理大廈                     | 軒尼詩道                   | 29                 | 馬鞍山運動場                      | 恆康街                   |
| 30                 | 太古廣場                         | 金鐘道                     | 30                 | 福安花園                          | 西沙路                   |
| 31                 | 中銀大廈                         | 金鐘道                     | 31                 | 海栢花園                          | 西沙路                   |
| 32                 | 匯豐總行大廈                     | 德輔道中                   | 32                 | 雅典居                            | 西沙路                   |
| 33                 | 利源東街                         | 德輔道中                   | 33                 | 錦龍苑                            | 錦英路                   |
| 34                 | 中環街市                         | 德輔道中                   | 34                 | 錦英苑巴士總站                    | 錦英苑公共運輸交匯處     |
| 35                 | 永吉街                           | 德輔道中                   |                    |                                   |                          |
| 36                 | 中環（港澳碼頭）                 | 中環（港澳碼頭）巴士總站   |                    |                                   |                          |

R680
| 1                                                    | 錦英苑巴士總站   | 錦英苑公共交通交匯處 |
| 2                                                    | 錦龍苑           | 錦英路               |
| 3                                                    | 富寶花園         | 西沙路               |
| 4                                                    | 馬鞍山市中心     | 西沙路               |
| 5                                                    | 福安花園         | 西沙路               |
| 6                                                    | 馬鞍山運動場     | 恆康街               |
| 7                                                    | 耀安邨耀謙樓     | 恆康街               |
| 8                                                    | 富安花園         | 恆德街               |
| 9                                                    | 亞公角           | 亞公角街             |
| 10                                                   | 沙田醫院         | 亞公角街             |
| 11                                                   | 濱景花園         | 大涌橋路             |
| 12                                                   | 小瀝源草地滾球場 | 小瀝源路             |
| 13                                                   | 小瀝源路遊樂場   | 小瀝源路             |
| 14                                                   | 歷奇單車場       | 小瀝源路             |
| 沙田路、獅子山隧道公路、獅子山隧道、窩打老道、公主道 |                  |                      |
| 15                                                   | 海底隧道轉車站   | 康莊道               |
| 海底隧道                                             |                  |                      |
| 16                                                   | 景隆街           | 告士打道             |
| 17                                                   | 邊寧頓街         | 邊寧頓街             |
| 18                                                   | 維多利亞公園     | 高士威道             |